# Letov Š-39
Letov Š-39 / Š-139 / Š-239 foram pequenas aeronaves desportivas, construídas na primeira metade da década de 1930 pela fábrica militar checoslovaca Letov.

## Projeto e desenvolvimento

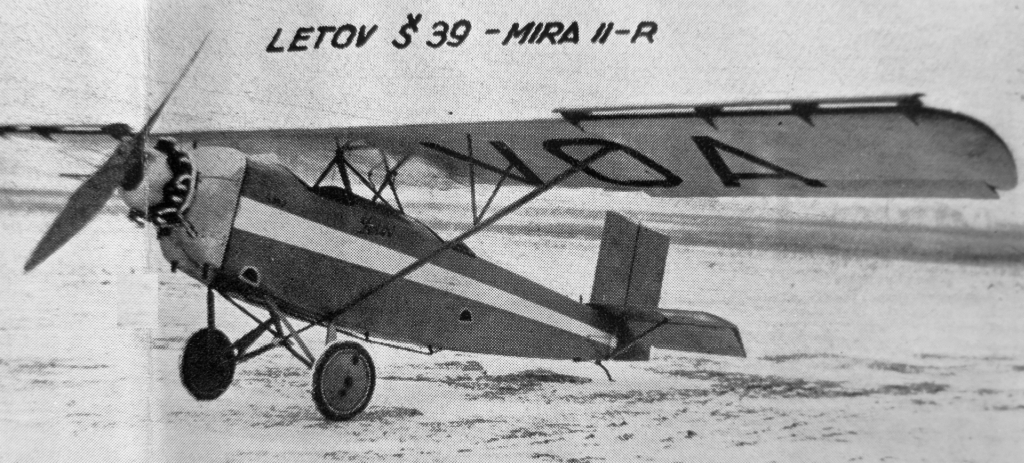
Letov Š-39 (art. n. 2), posteriormente designado Š-139 (Bulletin Walter, maio de 1934)

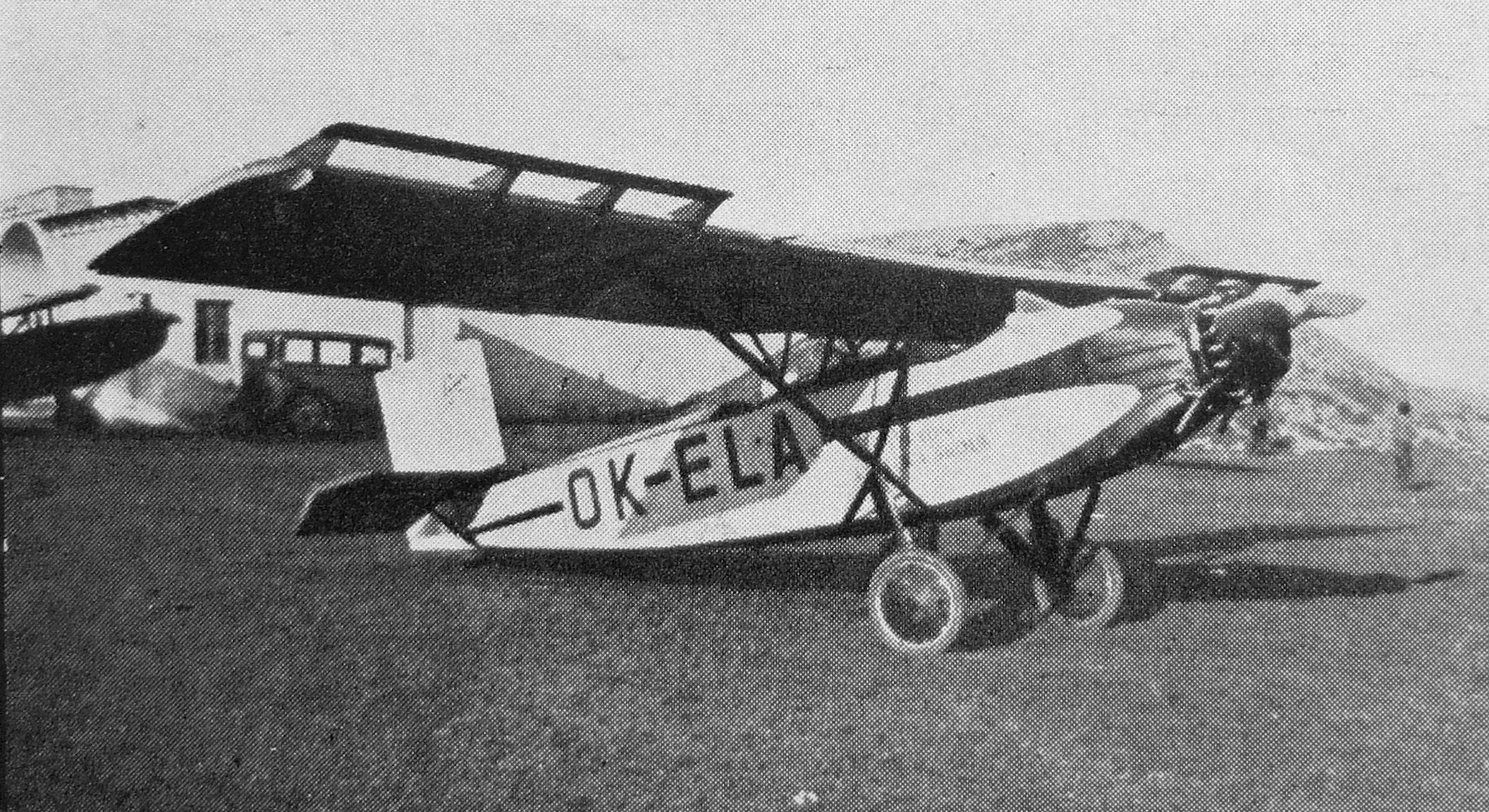
Letov Š-139 com o motor Walter Mira R (1934)

O Š-39 e suas variantes Š-139 e Š-239 estão dentre os mais bem-sucedidos projetos de Alois Šmolík. Este, de acordo com seu preço quase popular, era uma aeronave acessível e que serviria para um grande impulso para o desenvolvimento da aviação desportiva na Checoslováquia em seus aeroclubes e proprietários privados.
O modelo originou-se de uma iniciativa do Ministério Público, que no início de 1932 anunciou uma competição para uma aeronave desportiva leve, que seria incorporada em aeroclubes e na Liga de Aviação Masaryk, substituindo os modelos obsoletos da época da Primeira Guerra Mundial e pós-guerra, como o Hansa-Brandenburg B.I, Aero Ae-01 e Letov Š-10. Esta aeronave deveria ser uma aeronave desportiva e para turismo a um preço acessível, que não deveria diferenciar-se muito em preço de um carro normal na época (CZK45.000 a 55.000).
Originalmente, o motor Orion LL-50 foi instalado no Š-39 em sua fase de protótipo em 1931, que foi desenvolvido e fabricado pela empresa para a utilização em motocicletas desenhadas por Vilém Michal, de Slaný. Entretanto, seu uso na aeronave não se concretizou devido à baixa potência e vibrações causadas pela operação irregular. Além disso, a empresa de Vilém Michal "Orion" declarou falência em 1932 devido à crise econômica. A aeronave voou pela primeira vez em 27 de maio de 1932, utilizando um motor radial de três cilindros Walter Polaris I, com uma potência de 55 hp (41,0 kW). O teste de homologação do motor Polaris foi concluído em 12 de fevereiro de 1932, mas haviam grandes melhorias ainda a serem feitas neste motor. O Polaris I também tinha seus problemas. Sobre todos, o maior era uma má lubrificação no cilindro superior, vibrações e a resultante perturbação no berço do motor. O Š-39 foi apresentado ao público pela primeira vez em um show aéreo organizado por aeroclubes e pela Associação de Aeronautas Checoslovacos, em 11 de setembro de 1932 no Aeroporto de Praga-Kbely.
A partir de 1933 foram realizadas algumas modificações na estrutura da aeronave e a instalação de uma versão mais potente, denominada Polaris II (potência de 75 hp (55,9 kW)), incluindo grandes amortecedores de borracha para diminuir a vibração.

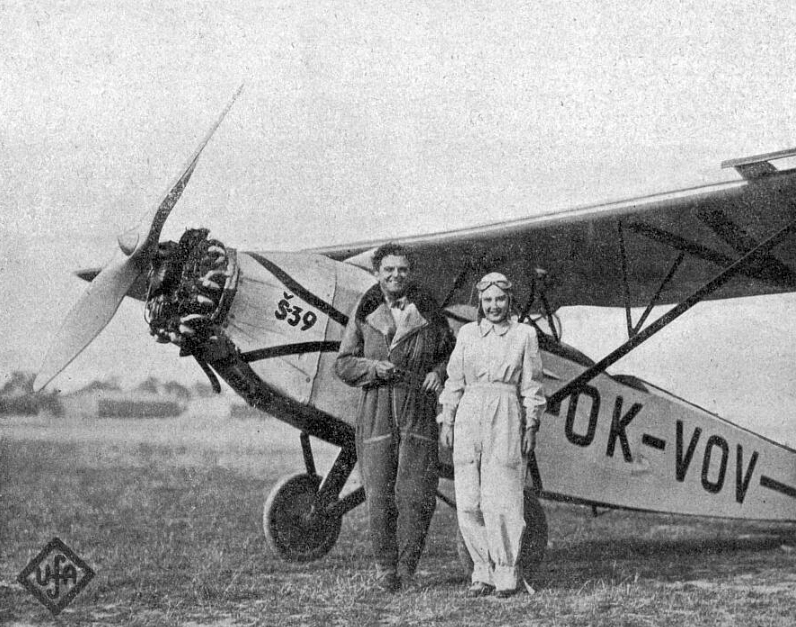
Letov Š-139 com Otomarem Korbelářem e Lídou Baarovou (Letec, setembro de 1934)

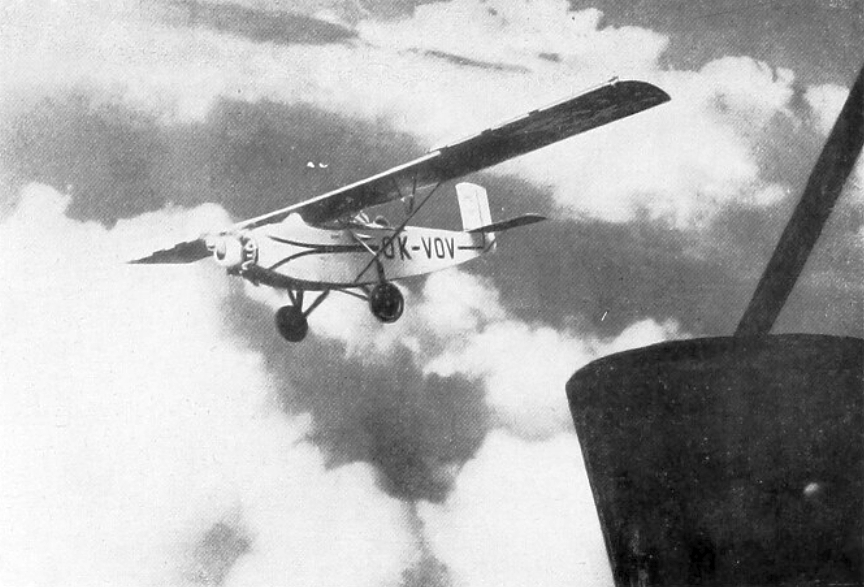
Letov Š-239 com a matrícula OK-VOV (1934)

Infelizmente, o sonho do projetista de que esta aeronave seria uma aeronave acessível não se tornou realidade. Apesar de sua simplicidade, a aeronave custava CZK 25.000 e outros 28.000 eram necessários para comprar o motor. O preço total de CZK 53.000 atingiu os requisitos do Ministério Público, mas logo após a crise de 1929 o poder de compra do público era fraco. 6 aeronaves foram construídas para compradores privados e após algumas aeronaves produzidas em massa, o Ministério Público negociou a compra de 30 aeronaves, mas apenas algumas destas foram construídas. Entretanto, apenas grandes empresários como Antonín Kumpera e Margarethe Ferraris-Kohnová podiam adquirir tal máquina, como observado por V. Němeček na revista Letectví de fevereiro de 1951.

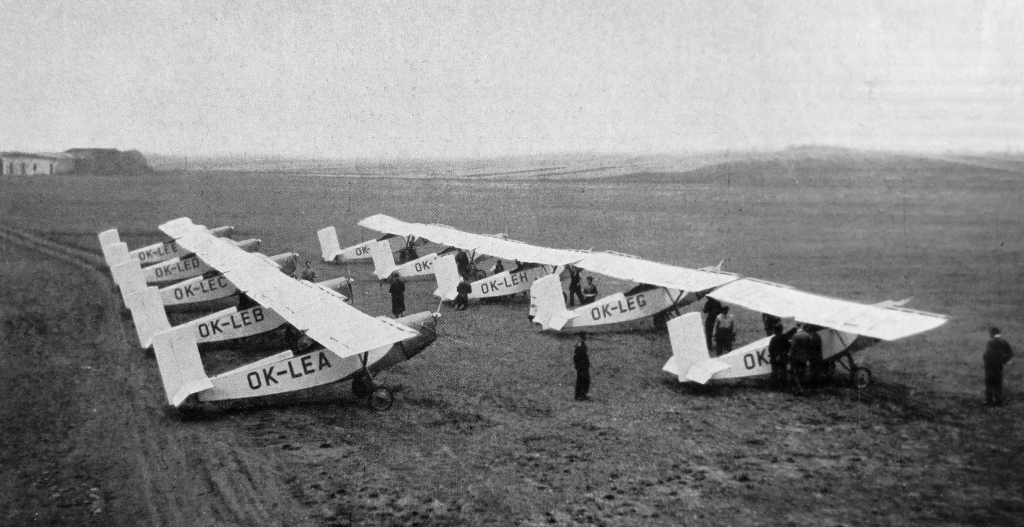
Letov Š-239 adquirida pelo Ministério Público e entregue aos aeroclubes (Letec, março de 1936)

Ao final de 1932, uma versão melhorada foi criada e denominada Š-139, equipado com uma asa modificada e um motor mais potente, com sete cilindros, produzido pela britânica Pobjoy Airmotors Ltd., modelo Podjoy R (1926) com uma potência de 85 hp (63,4 kW). Com este motor, quatro aeronaves foram produzidas e outras duas utilizaram uma versão produzida sob licença deste motor, denominada Walter Mira R. A instalação destes motores de sete cilindros requeriam pequenas modificações à fuselagem e uma construção mais resistente da estrutura da aeronave. Apesar de tendências otimistas após a homologação concluída do Mira R no Š-139 e entrega destas aeronaves à Escola de Aviação Central, não houve mais pedidos.
Em março de 1935, a última modificação desta aeronave foi criada, denominada Š-239 e equipada com um motor em linha invertido Walter Minor 4. Esta versão também exigiu algumas modificações (estrutura, asa e trem de pouso). 15 aeronaves deste modelo foram produzidas.

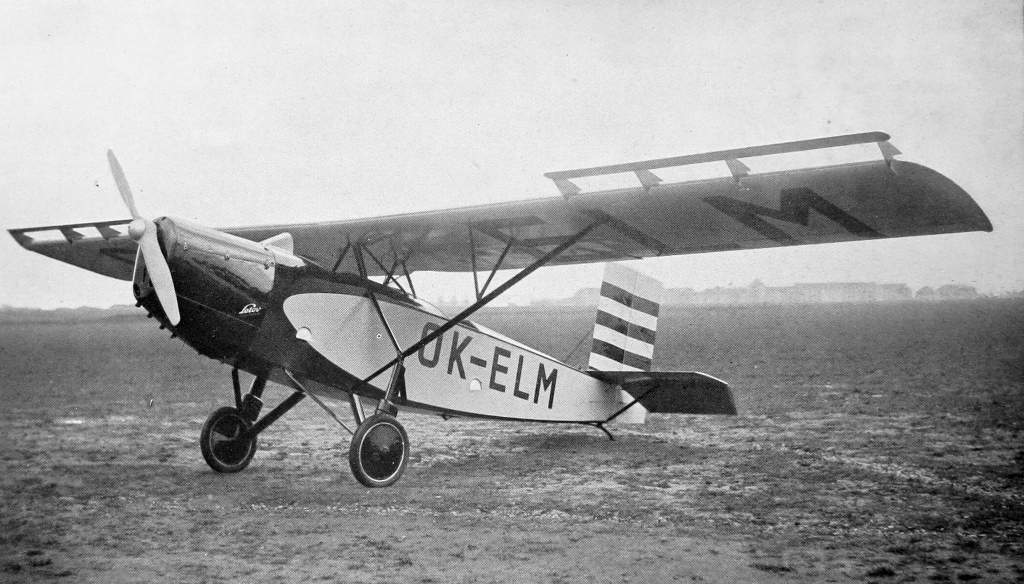
Letov Š-239 com o motor Walter Minor 4 (1934)

Um total de 37 aeronaves destas versões foram construídas. Algumas também tiveram vários números de série após as modificações. Um mesmo número de série pode ter sido equipado com todos os três tipos de motores. Desta forma, a simples soma de aeronaves produzidas em suas versões individuais não "batem" com o número total de aeronaves registradas.

## Descrição

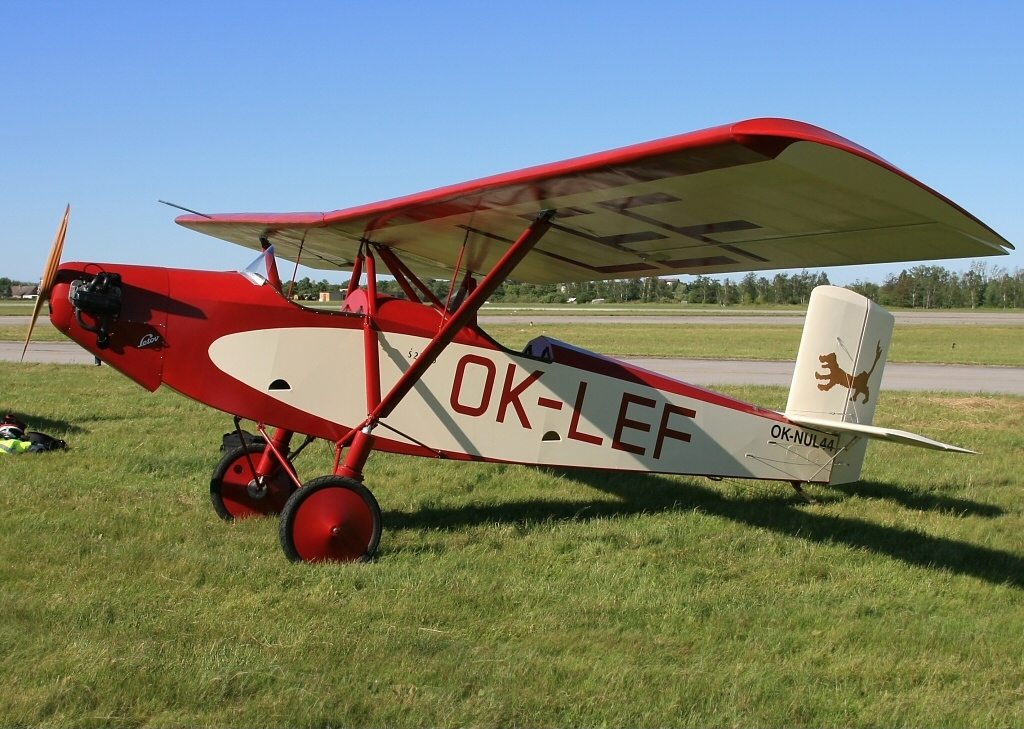
Letov Š-239 (réplica)

O Š-39 era um avião monomotor com dois assentos, asa alta (tipo para-sol), que foi desenvolvido e utilizado para fins recreativos e de treinamento. A  estrutura desenhada por Alois Šmolík caracterizava-se por uma construção em madeira e slots no bordo de ataque da asa e um trem de pouso convencional fixo. Tinha uma cabine de pilotagem aberta em tandem para o piloto e o passageiro. Um elemento não usual era a localização da cabine do passageiro à frente da asa e o piloto atrás, devido ao pequeno tamanho do suporte da asa.
A fuselagem do Š-39 era praticamente inteira de madeira. Já no Š-139, a estrutura era de tubos de aço soldados e cobertos com tela. A parte dianteira da fuselagem era coberta com folhas de liga de alumínio. A asa sobre a fuselagem possuía um canopy simples e dois pares de suportes inclinados. A asa e as superfícies da cauda eram retangulares. A estrutura do trem de pouso que não possuía um eixo fixo, consistia de duas pernas independentes feitas com tubos, com a suspensão sendo de anéis de borracha e amortecedores hidro-pneumáticos. O grupo motopropulsor era composto de um motor e uma hélice com duas pás de madeira.

## Utilização

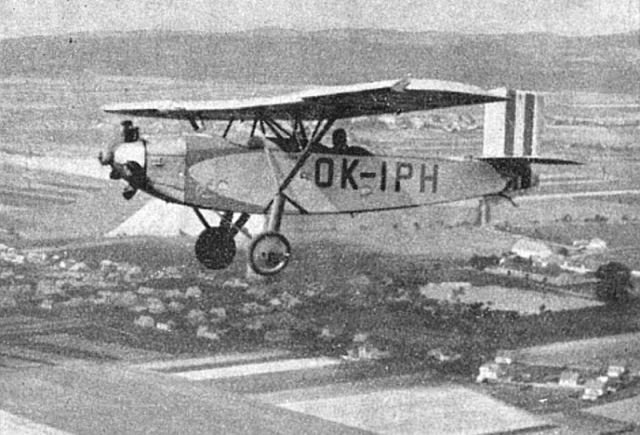
Letov Š-39 com o motor Polaris II, OK-IPH (Letectví, setembro de 1935)

O Š-39 fez seu primeiro voo em maio de 1932 e nos anos seguintes, 23 aeronaves deste modelo foram construídas. As duas primeiras foram registradas com o motor Polaris I (OK-WAN e OK-VOA). Quase todas as aeronaves produzidas foram entregues aos aeroclubes, onde operaram com sucesso. Alguns pilotos privados também compraram aeronaves deste modelo.
Em 9 de dezembro de 1932, o Major Josef Heřmanský atingiu um recorde de altura na categoria de aeronaves leves de até 400 kg com um Š-39 e o motor checoslovaco Polaris, decolando de uma altura de 5 137 m (16 900 ft). Neste mesmo ano, Heřmanský atingiu um total de 4 recordes de altitude nacionais. Alguns foram imediatamente batidos ou novos foram criados por mulheres (por exemplo, 6 recordes foram atingidos por Margarethe Ferraris-Kohnová de Brno, esposa de Paul Kohn, dono de uma olaria em Brno-Bohunice e sócio da Leo Czech und Comp., produtora de cimento em Brno-Maloměřice). O próprio Josef Heřmanský (agora como Tenente Coronel), atingiu quatro novos recordes em março. Ele passou o recorde de velocidade em 100 km em 23 de março de 1933, atingindo 170,213 km/h (91,9 kn) e atingiu um recorde de altitude em 30 de março de 1933, quando alcançou uma altura de 6 662 m (21 900 ft) (Š-139, motor Podjoy, sem um passageiro). No total, em 1933 esta aeronave atingiu 10 novos recordes nacionais de velocidade e altitude.
Uma dessas aeronaves, de matrícula OK-WAN, pertencia ao gerente geral da fábrica Walter (a matrícula foi realizada a partir de 2 de setembro de 1932 para a empresa J. Walter et al.), Antonín Kumpera. No 2º Encontro no Aeroporto de Mokotov próximo a Varsóvia em 1933, Kumpera ficou em segundo lugar em uma das corridas e terceiro lugar em outra. No mesmo encontro, em Varsóvia, a Sra. Ferraris-Kohn venceu o 1º Prêmio de Voo, pelo qual recebeu o Prêmio do Primeiro Ministro Polonês, o Prêmio do Ministério de Negócios Exteriores, o Comitê Feminino para a Construção de Aeronaves para o próximo desafio e o prêmio em dinheiro (500 Zł.) do Aeroclube de Varsóvia.
No final de maio de 1934, a tripulação de pilotos militares do Tenente Malý e do Tenente Provazník participou em um voo turístico ao redor da Áustria. Em 1934, um dos Š-139 (OK-VOV) apareceu em um filme da UFA, em tcheco/checo:  Dokud máš maminku ("Enquanto você tem uma mãe"), dirigido por Jan Sviták e onde Antonie Nedošínská, Otomar Korbelář e Lída Baarová dentre outros, estrelaram. Era a história de um jovem engenheiro (Otomar Korbelář) que deixou sua mãe (Antonie Nedošínská) e sua casa após estudar. Encontrou um trabalho em uma fábrica de aeronaves em Praga e logo se tornou um projetista bem-sucedido. Ele então encontra a emancipada sobrinha de um diretor da fábrica - Mareš (Theodor Pištěk) - Jana Machová (Lída Baarová) e se apaixonam.
Cinco Š-39 e Š-139 participaram no Voo Nacional em setembro de 1934. O Tenente Coronel Heřmanský ficou em 6º lugar (Š-139 Podjoy). F. Kohnová (8º) e J. Polma (9º) também se classificaram com esta aeronave. O piloto JJ Novák ficou em 16º lugar no seu Š-139 com o motor Mira R, de um total de 19 classificados, o que não pode ser considerado como um grande sucesso e F. Kládek finalizou em último lugar em um Š-39.
Em 1935, a chamada Coleção Aérea Nacional ocorreu para auxiliar a formação de 1.000 novos pilotos. As aeronaves Š-39 e Š-239 foram exibidas em 8-15 de março de 1936 na Feira de Praga no Palácio Industrial do Centro de Exibição de Praga. Como parte desta ação, 15 Š-239 foram adquiridos a partir dos fundos obtidos, entregues para a Escola Central em Praga (OK-ELC a OK-ELS). As aeronaves foram utilizadas para voos de treinamento e proficiência. No período entre 1932 e 1938, o Š-39 / Š-139 / Š-239 era o mais moderno e mais difundido avião desportivo fabricado na Checoslováquia.
Em setembro de 1938, o Ministério de Defesa Nacional contou com este modelo para o serviço de correios da Força Aérea Checoslovaca. Em novembro de 1938, tinha 13 Š-239 registrados, dois dos quais foram incluídos no 2º Regimento Aéreo e as outras estavam armazenadas. Após a desintegração da Checoslováquia, cinco Š-239 estavam na Eslováquia, onde então operaram pela Linha Aérea Eslovaca, com os remanescentes sendo confiscados pela Luftwaffe.
Desde 2009, uma réplica do Š-239 (OK-LEF / OK-NUL-44) com um motor VW 2000 têm voado a partir do Aeroporto de Jihlava (LKJI).

## Galeria de pilotos

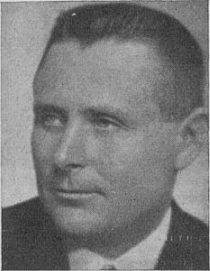
Tenente Coronel Josef Heřmanský, detentor de recordes com as aeronaves Š-39 e Š-139
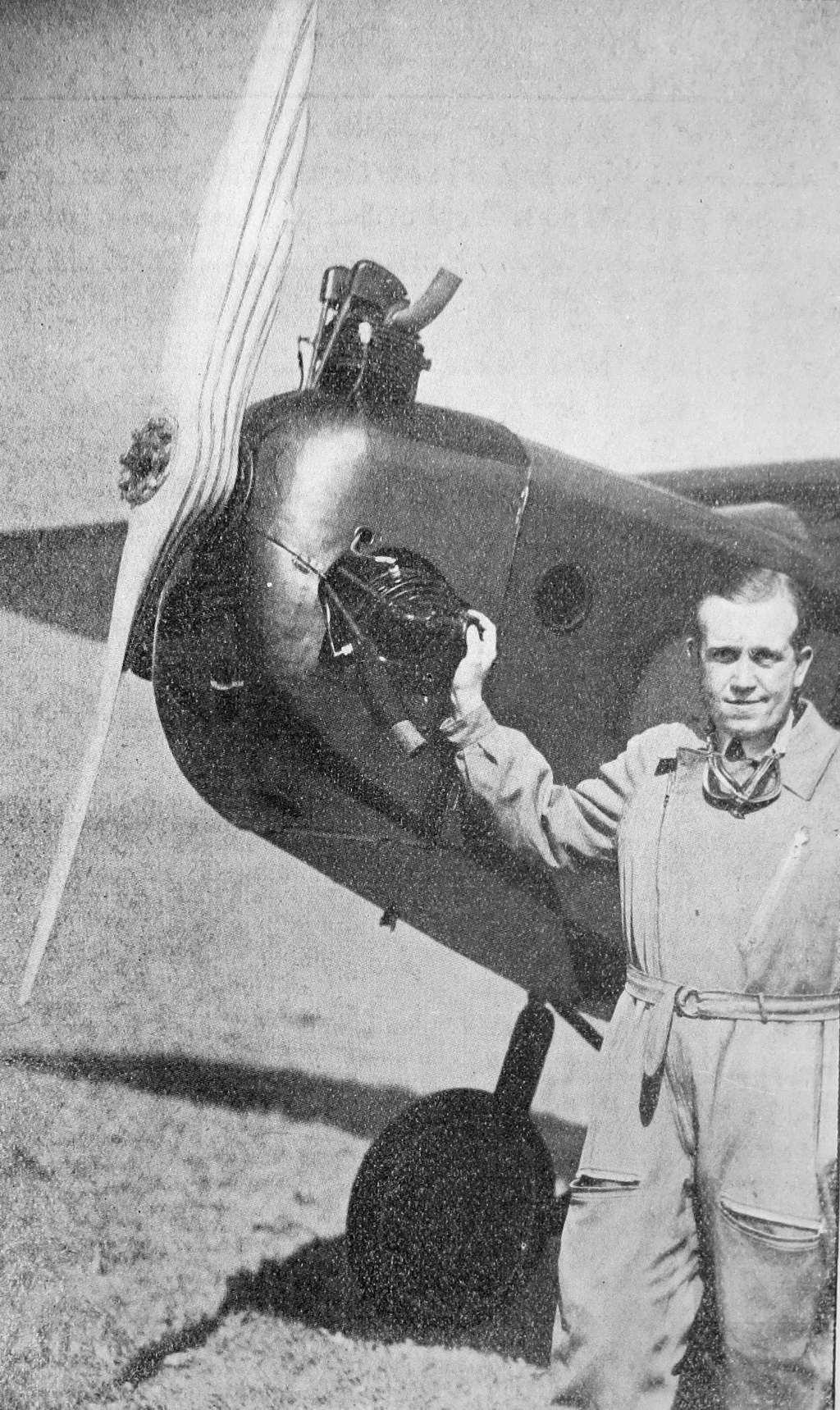
Antonín Kumpera e seu Š-39 com o motor Walter Polaris
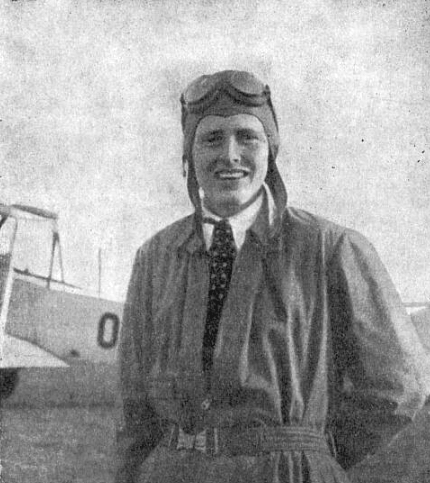
Margarethe Ferraris-Kohnová, detentora de 6 recordes nacionais no Š-139

## Variantes
- Š-39 - 1 protótipo com o motor Orion LL e 23 aeronaves produzidas em série com o motor Walter Polaris.
- Š-139 - 6 aeronaves produzidas com trem de pouso modificado, motorizado com um Pobjoy R (4 aeronaves) ou sua versão produzida sob licença Walter Mira R (últimas 2 aeronaves).
- Š-239 - Versão de produção com o motor Walter Minor 4 e uma asa modificada, 15 aeronaves produzidas.

## Operadores
- Checoslováquia
  - Liga de Aviação Masaryk
  - Aeroclubes e suas ramificações
  - Força Aérea Checoslovaca
- Alemanha Nazista
  - Luftwaffe
- Eslováquia
  - Linha Aérea da Eslováquia

## Especificações

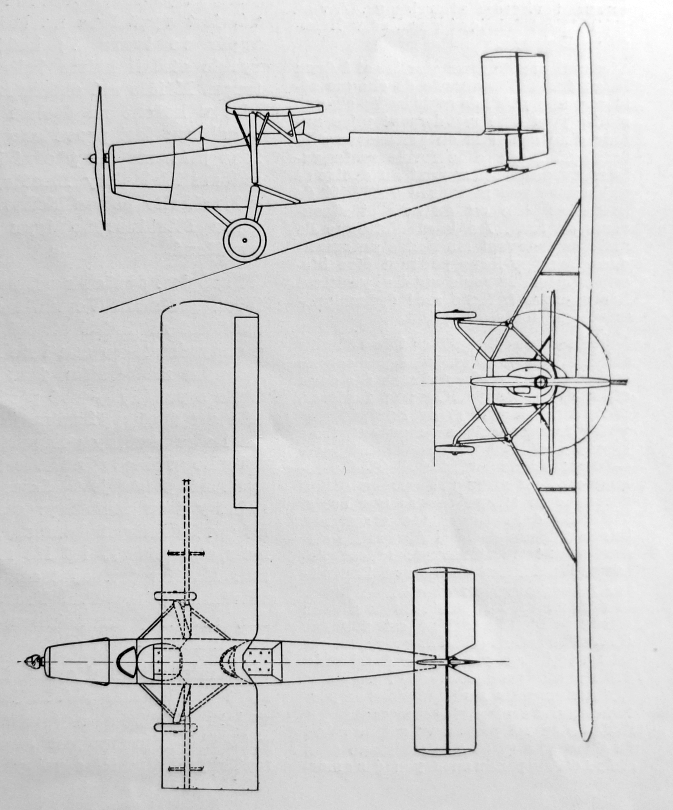
Letov Š-239 (esquema)

Fontes

### Especificações Técnicas
| Modelo                 | Š-39            | Š-39              | Š-139           | Š-139            | Š-239           |
| ---------------------- | --------------- | ----------------- | --------------- | ---------------- | --------------- |
| Tipo                   | protótipo       | série             | série           | série            | série           |
| Ano de introdução      | 1931            | 1932-33           | 1933            | 1933             | 1935-36         |
| Tripulantes            | 2               | 2                 | 2               | 2                | 2               |
| Envergadura(m)         | 10,00           | 10,00             | 10,40           | 10,40            | 10,40           |
| Comprimento (m)        | 6,14            | 6,14              | 6,40            | 6,40             | 6,60            |
| Altura (m)             | 2,25            | 2,25              | 2,25            | 2,25             | 2,25            |
| Área da asa (m2)       | 13,00           | 14,00             | 14,40           | 14,40            | 14,70           |
| Carga alar (kg/m2)     | 34,2            | 33,6              | 36,9            | 36,9             | 39,5            |
| Peso vazio (kg)        | 265             | 315               | 321             | 321              | 375             |
| Peso de decolagem (kg) | 445             | 470               | 531             | 531              | 580             |
| Motorização            | Orion LL-50     | Walter Polaris II | Podjoy R        | Walter Mira II-R | Walter Minor 4  |
| Potência máxima        | 37 kW (49,6 hp) | 57 kW (76,4 hp)   | 66 kW (88,5 hp) | 66 kW (88,5 hp)  | 70 kW (93,9 hp) |
| Potência nominal       | 29 kW (38,9 hp) | 52 kW (69,7 hp)   | 62 kW (83,1 hp) | 62 kW (83,1 hp)  | 62 kW (83,1 hp) |

### Desempenho
| Modelo                          | Š-39                | Š-39                | Š-139               | Š-139               | Š-239               |
| ------------------------------- | ------------------- | ------------------- | ------------------- | ------------------- | ------------------- |
| Velocidade máxima               | 150 km/h (81,0 kn)  | 160 km/h (86,4 kn)  | 174 km/h (94,0 kn)  | 174 km/h (94,0 kn)  | 174 km/h (94,0 kn)  |
| Velocidade de cruzeiro          | 133 km/h (71,8 kn)  | 140 km/h (75,6 kn)  | 154 km/h (83,2 kn)  | 154 km/h (83,2 kn)  | 140 km/h (75,6 kn)  |
| Teto operacional                | 3 200 m (10 500 ft) | 3 300 m (10 800 ft) | 5 000 m (16 400 ft) | 5 200 m (17 100 ft) | 4 700 m (15 400 ft) |
| Tempo (min) para a altitude (m) | 9´ para 1000 m      | 8´ para 1000 m      | 6,2´ para 1000 m    | 6,2´ para 1000 m    | 5,3´ para 1000 m    |
| Alcance                         | 480 km (259 m.n.)   | 480 km (259 m.n.)   | 480 km (259 m.n.)   | 480 km (259 m.n.)   | 420 km (227 m.n.)   |